# Осиновка (Светлогорский район)
Осиновка (бел. Асі́наўка) — деревня в Сосновоборском сельсовете Светлогорского района Гомельской области Республики Беларусь.

## География

### Расположение
В 16 км на юго-запад от Светлогорска, в 4 км от железнодорожной станции Жердь (на линии Жлобин-Калинковичи) и пристани Светлогорск на реке Березина, в 115 км от Гомеля.

### Водная система
На востоке мелиоративные каналы, связанные через Яланский канал с рекой Сведь (приток реки Березина). Рядом расположено Светлогорское водохранилище.

## Транспортная система
Транспортная связь по просёлочной, а затем по автодороге Светлогорск — Сосновый Бор.
В деревне 66 жилых домов (2004 год). Планировка состоит из прямолинейной, с широтной ориентацией улицы, к которой присоединяются короткие улицы. Застройка деревянными домами усадебного типа.

### Улицы
- Зелёная
- Садовая
- Строителей

## История
Согласно письменных источников деревня известна с XVIII века в Мозырском уезде Минской губернии. В 1737 году в составе имения Липов, во владении Горватов. В 1931 году организован колхоз «Красный Стяг», работала кузница.
До 8 апреля 1957 года деревня входила в состав Давыдовского сельсовета, до26 сентября 2006 года в составе Осташковичского сельсовета, с 2006 года в составе Сосновоборского поселкового Совета депутатов, с 12 декабря 2013 года в составе Сосновоборского сельсовета.

## Население

### Численность
- 2021 год — 123 жителя

### Динамика
- 1834 год — 6 дворов
- 1897 год — 20 жителей.
- 1908 год — 11 дворов, 81 житель
- 1925 год — 28 дворов
- 1930 год — 137 жителей
- 1959 год — 317 жителей (согласно переписи)
- 2004 год — 7 дворов, 9 жителей
- 2021 год — 123 жителя